# Aspfjorden
Aspfjorden, lokalt også Ospfjorden, er en fjordarm af Sørfolda i Sørfold kommune i Nordland fylke i Norge som går  3,5 kilometer i nordøstlig retning fra indløbet mellem Aspenes i nord og Kvarvshaugen i syd.
Fra det 1,7 kilometer brede indløb smalner fjorden gradvis ind til omkring 650 meter midtfjords. Det 480 meter høje Aspenesfjeldet ligger på nordsiden mens Innerfjeldet (246 moh.) ligger i den indre del på sydsiden mens den ydre del præges af åse. I fjordbunden har Aspfjordelven, som kommer ned fra Ospfjorddalen, sit udløb.
En kort del af  Europavej E6 passerer fjordbunden melem Kalviktunnelen og Aspfjordtunnelen hvor Aspfjord-gårdene ligger. Der går lokale veje langs nordsiden til bebyggelserne Aspenes og  Kvarv på sydsiden.